# レオノール (ゴットランド公)

レオノールの紋章

レオノール・リリアン・マリア・ベルナドッテ（Leonore Lilian Maria Bernadotte, 2014年2月20日 - ）は、スウェーデン（ベルナドッテ王朝）の王女。ヘルシングランドおよびイェストリークランド公爵マデレーン王女とイギリス人クリストファー・オニールの第一子、長女。カール16世グスタフとシルヴィア王妃の孫にあたる。

## 概要
レオノールは2014年2月20日22時41分（アメリカ東部標準時）にニューヨークのワイルコーネル医療センターで誕生した。名前は2月26日に祖父のカール16世グスタフ国王によって発表された。ミドルネームのリリアンは母のマデレーン王女のことを孫のように可愛がっていた、故ハッランド公爵夫人リリアン妃にちなんだものである。
同年6月8日にストックホルム宮殿の礼拝堂で洗礼式が執り行われた。
スウェーデンは法律で王女の子も王室の範囲内に入るので、レオノールも王女（プリンセス）となる。ただし2019年10月7日付けで、王女の称号や爵位は保持しながらも、「殿下」の称号を有したりや国費を受け取る王族の身分からは外れている。また、父親を通じてアメリカの市民権を保持している。
2015年に弟のニコラスが、2018年に妹のアドリアンネが生まれた。
両親は生活の拠点をニューヨークにおいていたが、2024年にスウェーデンに戻ってきている。